# Yuki Tsubota
Yuki Tsubota (* 3. Februar 1994 in Vancouver) ist eine kanadische Freestyle-Skierin. Sie startet in den Disziplinen Slopestyle und Big Air.

## Werdegang
Tsubota nimmt seit 2010 an Wettbewerben der AFP World Tour teil. In der Saison 2011/12 siegte sie im Slopestyle bei der Canada Post Freestyle Frenzy Open Tour in Calgary, bei der Pipe Open Series in Truckee, beim 7th Annual Showdown Hoedown Throwdown in Silver Star Mountain und beim Canadian Shield in Mont-Tremblant und in Calgary. Ihr Debüt im Weltcup hatte sie im März 2012 in Mammoth, welches sie auf den fünften Rang beendete. Zum Saisonende belegte sie beim World Skiing Invitational in Whistler den dritten Rang im Slopestyle. Im Januar 2013 siegte sie im Slopestyle bei der Pipe Open Series in Whistler. Bei den Freestyle-Skiing-Weltmeisterschaften 2013 in Voss kam sie auf den fünften Rang im Slopestyle. Bei ihrer ersten Olympiateilnahme 2014 in Sotschi wurde sie Sechste im erstmals ausgetragenen Slopestyle-Wettbewerb. In der Saison 2014/15 errang sie bei The Sony SnowCrown in Blue Mountain im Big Air und im Slopestyle den zweiten Platz und bei der SFR Freestyle Tour in La Clusaz den dritten Platz im Slopestyle. Bei den Freestyle-Skiing-Weltmeisterschaften 2015 am Kreischberg kam sie auf den sechsten Rang im Slopestyle. Zum Saisonende belegte sie beim AFP World Tour Finale in Whistler den dritten Platz im Big Air und den ersten Rang im Slopestyle und erreichte damit den zweiten Platz in der AFP World Tour Slopestyle-Wertung und den ersten Platz in der AFP World Tour Big Air Wertung. In der folgenden Saison kam sie im Weltcup viermal unter die ersten Zehn. Dabei holte sie im Slopestyle in Mammoth ihren ersten Weltcupsieg und erreichte den 19. Platz im Gesamtweltcup und den vierten Rang im Slopestyle-Weltcup. Im folgenden Jahr kam sie bei den Freestyle-Skiing-Weltmeisterschaften 2017 in Sierra Nevada auf den 13. Platz im Slopestyle. In der Saison 2017/18 errang sie bei den Olympischen Winterspielen 2018 in Pyeongchang den sechsten Platz im Slopestyle und beim Weltcup auf der Seiser Alm den dritten Platz im Slopestyle. Zu Beginn der Saison 2018/19 wurde sie beim Weltcup in Cardrona Dritte im Big Air.